# Wanniyala hakgala
Wanniyala hakgala là một loài nhện trong họ Pholcidae. Loài này được phát hiện ở Sri Lanka.